# MADE-festivalen
MADE-festivalen i Umeå var åren 2006–2018 en årligt återkommande kulturfestival. MADE står för Music, Art, Dance, Etcetera. 
Festivalen föddes ur det vakuum som uppstod när de externa ekonomiska bidragen till Umeå kammarmusikfestival och Umeå Folkmusikfestival frös inne och dåvarande länsmusiken i Västerbotten, Botnia Musik – numera en avdelning av Norrlandsoperan – fick uppdraget att arrangera en "gränslös" festival, där en mångfald kulturyttringar skulle ges chans att korsbefrukta varandra – och publiken.
Festivalen blev en del av Norrlandsoperans verksamheter. Fram till och med Kulturhuvudstadsåret i Umeå 2014 avhölls festivalen under fyra dagar i maj, men därefter skedde besparingar i den offentliga finansieringen och från 2015 spreds festivalen i stället ut i några olika programpunkter under spelåret. Från och med år 2019 avsade sig Norrlandsoperan att fortsätta som huvudman för festivalen, vilket ledde till att den 2018 lades ned.
Konstnärlig ledare åren 2007-2011 var Tina Eriksson Fredriksson, 2012–2014 har varit röstkonstnären m.m. David Moss. Därefter har festivalen letts integrerat i Norrlandsoperans ordinarie verksamheter.
På senare år har varje festival haft ett slags tema. 
- 2007 var det Leap into the Void (titel på ett verk av den franska konstnären Yves Klein).
- 2008 Losing My Religion (titel på en låt av R.E.M.)
- 2009 Identity Just
- 2010 Från själens smedja, vilket innebar fokus på artister "som vågat ifrågasätta sitt skapande och sina liv och som lyckats utvecklas genom det".
- 2011 Recomposing Future, med ögonen på framtiden.
- 2012 "Home is where..."
- 2013 "Voices + Bodies + Minds = Being Human!"
- 2014 "What comes next..?"

## Ett urval programpunkter från MADE-festivaler
- 2006: Flera framträdanden av koreografen Cristina Caprioli; tibetanska Gyuto Monks; polska klezmerjazzarna Kroke; Antonín Dvořáks opera Rusalka framförd av Norrlandsoperan i samarbete med sydafrikanska Cape Town Opera; ett musikaliskt möte mellan symfoniorkestern i skepnaden Sono, Ale Möller och Hans Ek; Captain Beefhearts följeslagare i The Magic Band; brittiska varietégruppen The Tiger Lillies; jazztrion The Tiny samt klubbkvällar med kontrabasisten Sebastien Dubé och Ale Möller. [3]

- 2007: Konstnären Fia-Stina Sandlund, musikerna Ikue Mori & Zeena Parkins, dragspelaren Kimmo Pohjonen & slagverkaren Eric Echampard, gitarristen Göran Söllscher & nyckelharpisten Torbjörn Näsbom, Symfoniorkesterns framförande av verk av kompositören Unsuk Chin, dansgruppen Vindhäxor, sångerskan Lucia Recio, sångerskan Erica Stucky, sångaren Jimmy Scott, performancekonstnären Itziar Okariz och skådespelaren m.m. Stephen Rappaport.

- 2008: Sångerskan Kristin Asbjørnsen, musikern och artisten Frida Hyvönen; koreografen & dansaren Mette Ingvartsen, sångerskan Meredith Monk; David Moss och Jocelyn B Smiths uppförande av Heiner Goebbels verk Surrogate Cities, Woven Hand Duo samt Vietnam National Opera and Ballet Theatre framförandes Heart of Silk och Tam Nguyen. [4]

- 2009: Indiepoeten Mattias Alkberg; koreografen Örjan Anderssons Andersson Dance; musikern och performanceartisten Laurie Anderson‚ konstnären François Bucher‚ musik- och konstnärsgruppen Chicks On Speed; pianisten Diamanda Galás; slagverkaren Evelyn Glennie och Norrlandsoperans symfoniorkester‚ Paul Green School of Rock; elektronika med Gudrun Gut; mexikanska primadonnan Astrid Hadad; koreografen Malin Hellkvist Sellén; David Sandström Overdrive; punkjazzgruppen Trio Lligo och symfoniorkestern; samt syskonduon Two White Horses. [5]

- 2010: dansfilmen 40 m under (med dansare från Cullbergbaletten, dansaren Colin Dunnes uppsättning, Out of Time, Brodskykvartetten, koreografen Ina Christel Johannessons uppsättning Now She Knows, inuitsångerskan Tanya Tagaq, punkikonen Thåström, koreografen Malin Hellkvist Selléns dansverk Inom rimliga gränser, musikern Freddie Wadling, sing-along-opera, klezmerpunkarna i Alamaailman Vasarat, postpunkikonen Lydia Lunch, avantgardepianisten Anna von Hausswolff. [6]

- 2011: röstkonstnären David Moss föreställning Denseland, dansföreställningen Journey Home av Les Slovaks, Nina Hagens projekt Personal Jesus, musikern Jenny Wilson & Tensta Gospel Choir, filmmusikfenomenet Tindersticks, isländska musikern/kompositören Hildur Guðnadóttir, dansföreställningarna Cover2 och Cut-outs & trees av Cristina Caprioli. [7]

- 2012: musikkollektivet Räfven, ryska strupsångerskan Sajncho Namtjylak, violinisten Iva Bittová, musikern och poeten Mattias Alkberg, experimentrockare John Cale, avantgarde-rockaren Fred Frith med gruppen Cosa Brava, First Aid Kit-systrarna, punkpoeten Blixa Bargeld från Einstürzende Neubauten, 80-talsikonerna i Tant Strul. [8]

- 2013: sydafrikanska manskören Ladysmith Black Mambazo,[9] avantgardetrumslagaren Ikue Mori och röstkonstnären Koichi Makigami, föreställningen Embrace av dansgruppen Nomo Daco och hardcore-ikonen David Sandström, elektropop med El Perro del Mar, Wildbirds & Peacedrums-sångerskan Mariam the Believer, rocksångerskan Sibille Attar.[10]

- 2014: allkonstverket Saiyah, dansföreställningen Autarcie av Compagnie par Terre, indieduon Buke and Gase, Jonas Nydesjös Refused-tolkning Shape in Shambles, lokala Honungsvägen, orkestern New European Ensemble och ökenbluesbandet Tinariwen.[11]